# Schneelast

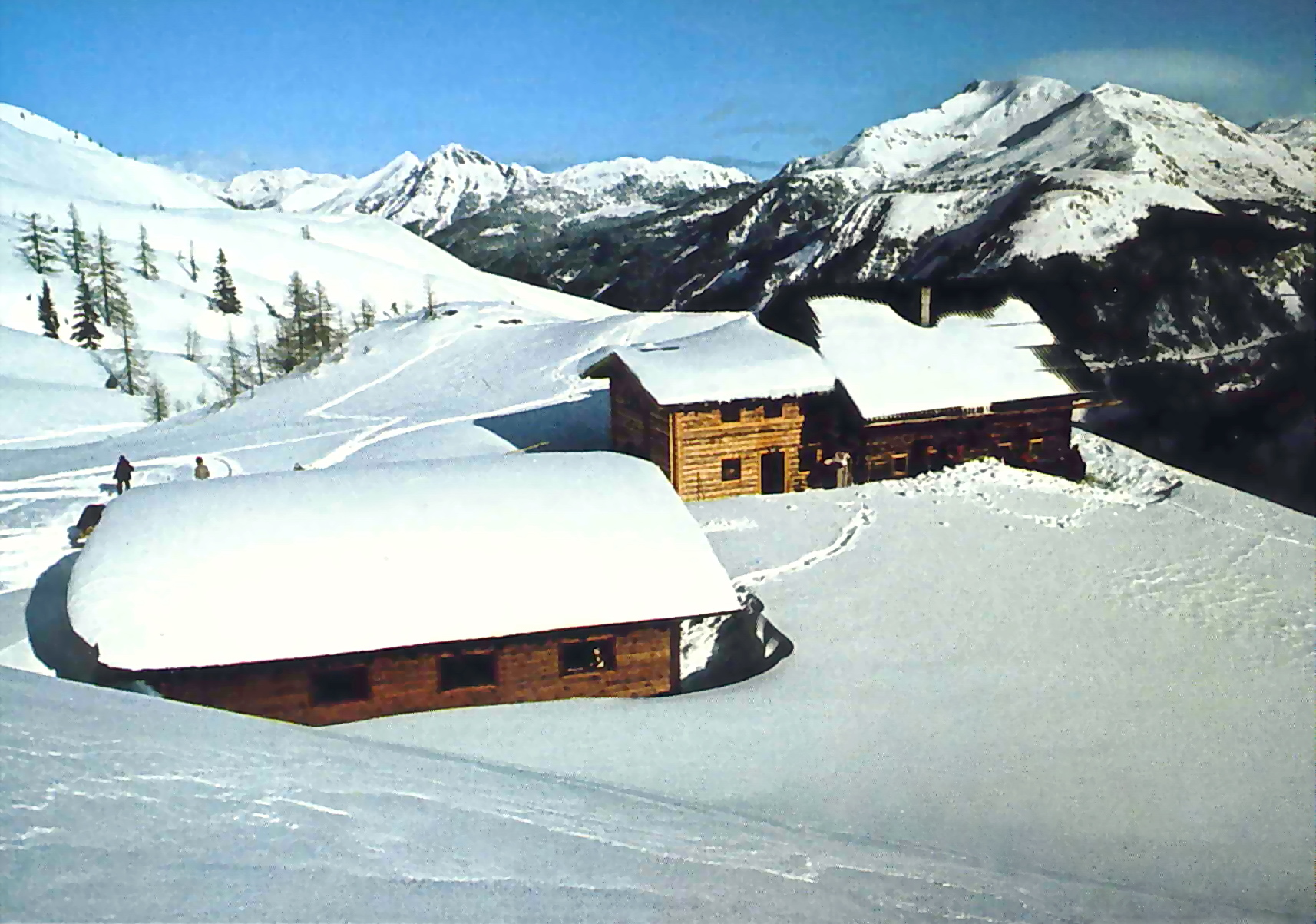
Schneebelastung eines Daches

Die Schneelast oder der Schneedruck gehört zu den klimatisch bedingten veränderlichen Einwirkungen auf Bauwerke. Sie hängt von Schneeart und Schneemenge ab. Die baulichen Lastannahmen bezüglich der Schneelast, auf die eine Dachkonstruktion auszulegen ist, hängen ab von der geografischen Lage und von der Form des betrachteten Bauwerks.

## Grundlagen zum Schneegewicht
Schnee ist gefrorener, meist flächig kristallisierter Niederschlag, dessen Dichte und Gewicht primär von der Lufttemperatur abhängen, zur Zeit des Schneefalls – in der ganzen Atmosphärenhöhe – also auch während der Liegedauer: Sie beeinflusst die Kristallisations- und Agglomerationsform. Schnee bildet eine normalerweise sechseckig-sternförmige Kristallform, die sich schon während der Schneebildung zu großen Schneeflocken verzahnen kann. Liegend verändert der Schnee sich durch Auflast weiterer Schichten wie auch Umkristallisation zu einem hochkomplexen Gefüge.
Neuschnee hat spezifisches Gewicht von 0,03 (trockener frisch gefallener Schnee) bis 0,2 (gut gesetzter Neuschnee ohne zusätzlicher Wasseraufnahme). Ein Meter Pulverschnee entspricht vom Druck her einer etwa fünf bis zehn Zentimeter hohen Wassersäule, bei Pappschnee (Nassschnee) sind es ca. 20 cm, das sind also 50–200 Liter je Quadratmeter Niederschlag (Wasseräquivalent). Ein Kubikmeter Wasser wiegt eine Tonne (1000 kg), ein Kubikmeter Frischschnee also 30–200 kg, längerliegender Schnee oft weitaus mehr.
| Schneeart                     | Masse pro m3 | Schneehöhe bei 100 kg/m2 |
| ----------------------------- | ------------ | ------------------------ |
| Trockener, lockerer Neuschnee | 030–50 kg    | ca. 200–300 cm           |
| Gebundener Neuschnee          | 050–100 kg   | ca. 100–200 cm           |
| Stark gebundener Neuschnee    | 100–200 kg   | ca.050–100 cm            |
| Trockener Altschnee           | 200–400 kg   | ca.025–50 cm             |
| Feuchtnasser Altschnee        | 300–500 kg   | ca.020–35 cm             |
| Mehrjähriger Firn             | 500–800 kg   | ca.012–20 cm             |
| Eis                           | 800–900 kg   | ca.011–12 cm             |

Schneelast wirkt im Allgemeinen als Flächenlast senkrecht zur Grundfläche.
Für statische Nachweise wird in Bezug auf die Lastannahme vereinfachend – und auf der sicheren Seite liegend – mit nassem Schnee und einer Wichte (spezifisches Gewicht, Gewichtskraft je Volumen) von 2 kN/m³ gerechnet, das entspricht etwa dem oben genannten Wert für stark gebundenen Neuschnee.
Schneedruck ist als allgemeines Wort im Bezug auf Landschaft (etwa forstlich oder ökologisch) gleichbedeutend, baufachlich würde man darunter speziell die Gewichtskraft respektive präzise die Kraft je Auflagefläche, also den tatsächlichen Flächendruck verstehen.
Wenn sie sich setzt wird die Schneedecke nicht schwerer, sie verringert nur ihr Volumen. Tatsächlich wird Schnee während des Liegens im Prinzip leichter, sowohl bei Wärme wie bei starker Kälte nach dem Schneefall: Im ersten Fall schmilzt Schnee, sickert durch die Poren und rinnt ab, im zweiten Fall sublimiert („verdunstet“) das Wasser direkt in die Luft. Dies wird durch Sonnenschein und trockene Luft begünstigt. Bautechnisch betrachtet sind auch mehrere Meter trockener Neuschnee auf technisch einwandfreien Dächern keine Bedrohung. Problematisch sind kräftige Schneefälle bei um bis über Null Grad, weil dabei schon von sich aus sehr schwerer Schnee fällt, und noch viel mehr Regenfälle in hohe Schneedecken hinein. Dann können große Wassermengen zusätzlich in der Schneedecke gebunden werden, und die Schneelast wird tatsächlich um ein Vielfaches höher, was zu Spontanversagen eines Daches führen kann. Das kann innerhalb weniger Stunden geschehen. Daher stellen längerdauernde Pappschneefälle und in Regen übergehender Starkschnee akute Krisenszenarien dar.

## Normen
In Deutschland sind die Schneelasten mit der DIN EN 1991-1-3 (2010-12) und zugehörigem nationalen Anhang geregelt.
In Österreich wurden die Belastbarkeiten von Gebäudeeindeckungen im April 2006 durch die ÖNORM B 1991-1-3:2006-04-01 gesetzlich neu vorgegeben, wobei die Werte wesentlich erhöht wurden.
Sowohl der österreichischen als auch der deutschen Neuregelung liegt die europäische Norm EN 1991-1-3 zugrunde. Sie gelten bis zu Höhen von 1500 m, darüber hinausgehende Höhenlagen werden durch spezielle nationale Anhänge geregelt.

In der Schweiz ist die SIA 261:2003 anzuwenden.

## Berechnung nach Norm
In den Normen werden die Schneelasten in Rechenwerte zur Ermittlung der Tragwerkssicherheit überführt. Dabei wird aufgrund der starken physikalischen und zeitlichen Schwankungen der ausgeprägte stochastische Charakter beachtet. Die Rechenwerte entsprechen der 98 %-Quantile der Jahresmaxima und somit einer mittleren Wiederkehrperiode von 50 Jahren.

### Standort

#### Deutschland
Die maßgebenden Einflussfaktoren auf die Größe der Schneelasten sind die des Standortes mit der lokalen Klimazone und der topografischen Höhe. In den Normen wird das Schneeklima durch eine Karte der Schneelastzonen erfasst, welche die Schneeintensität für verschiedene geographische Regionen angibt.

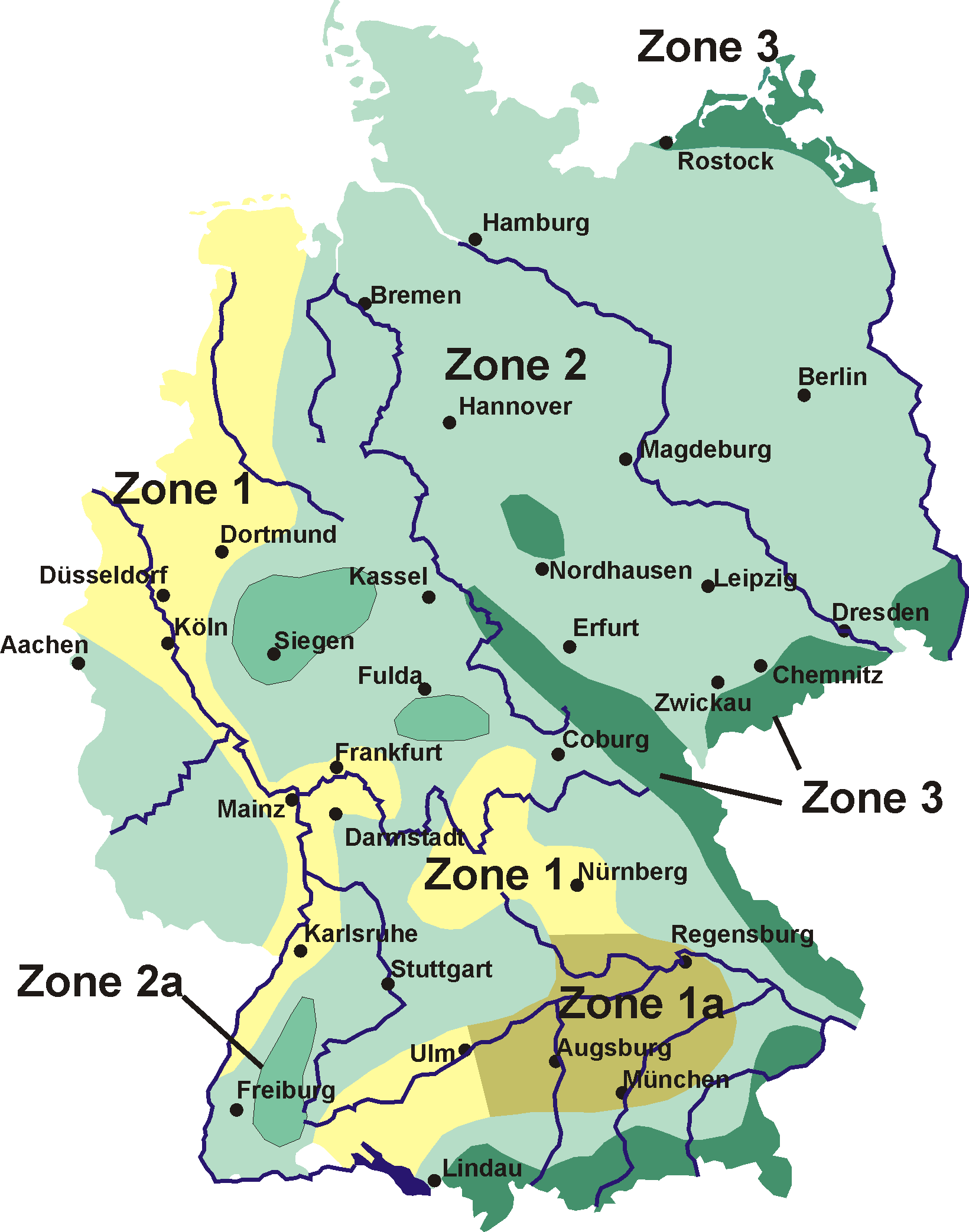
Schneelastzonen in Deutschland nach DIN EN 1991-1-3/NA:2010-12

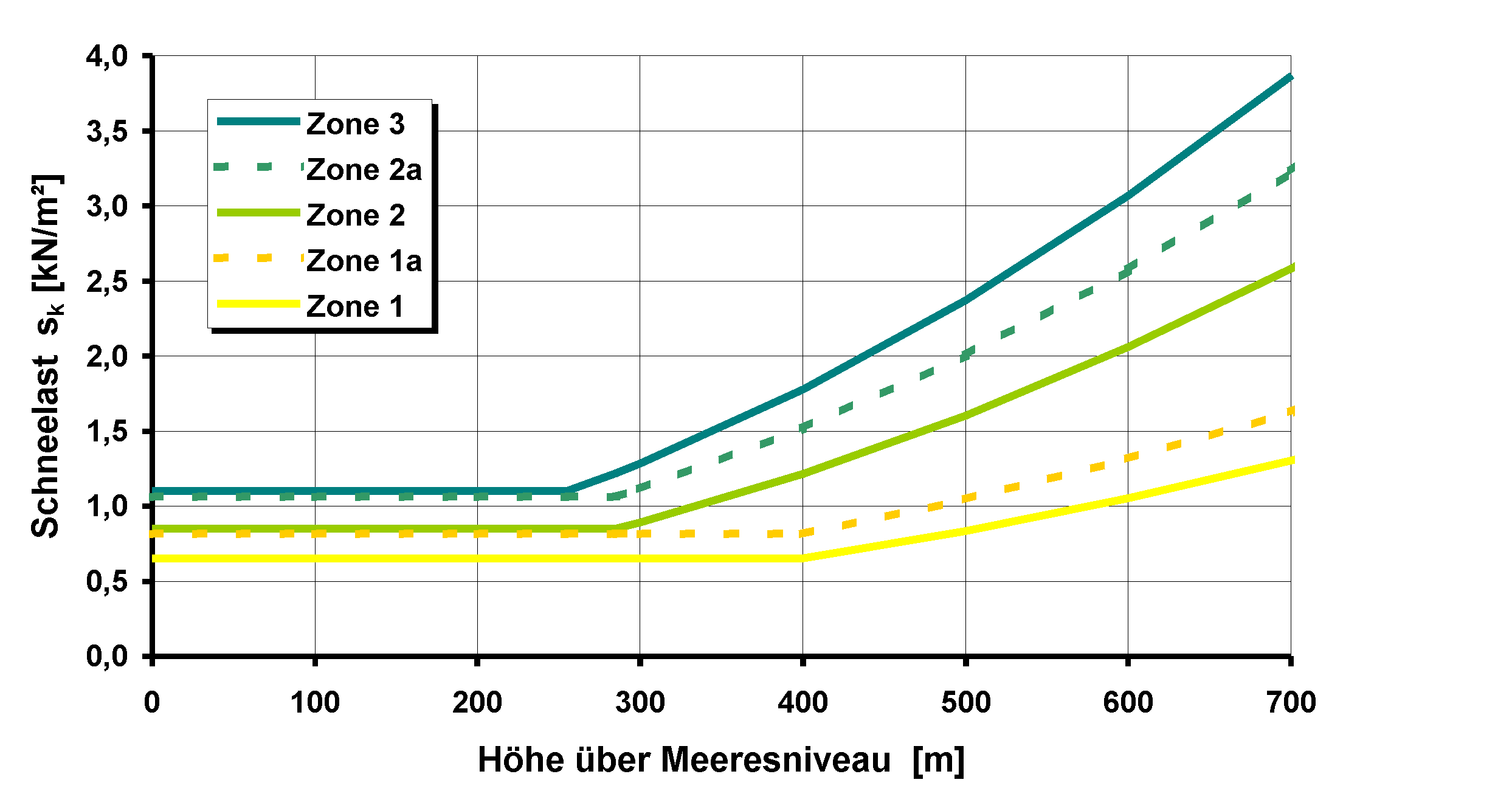
Charakteristischer Wert s_{k}
der Schneelast
für Geländehöhe und Schneelastzone
nach DIN EN 1991-1-3/NA:2010-12

In Deutschland gibt es die Schneelastzonen
- Zone 1 (u. a. Mittelrheintal, Niederrheinische Tiefebene)
- Zone 1a (Großraum München-Donau)
- Zone 2
- Zone 2a (Hochschwarzwald, Rhön und Sauerland)
- Zone 3 (Alpen, Bayerischer Wald, Thüringer Wald, Erzgebirge, Harz sowie Vorpommern).

Da die Schneehöhe überproportional zur Höhenlage wächst, ist diese als weiterer Einflussfaktor zu berücksichtigen. Damit ergeben sich in Deutschland die folgenden, am Standort anzusetzenden charakteristischen Werte {\displaystyle s_{\mathrm {k} }} der Schneelast in kN/m² auf dem Boden, in Abhängigkeit von der Geländehöhe {\displaystyle A} in m über dem Meeresniveau (vgl. Diagramm):
- Zone 1:   {\displaystyle s_{k}=0{,}19+0{,}91\left({\frac {A+140}{760}}\right)^{2}\geq 0{,}65}
- Zone 1a: Multiplikation des {\displaystyle s_{\mathrm {k} }}-Wertes aus Zone 1 mit dem Faktor 1,25
- Zone 2:   {\displaystyle s_{k}=0{,}25+1{,}91\left({\frac {A+140}{760}}\right)^{2}\geq 0{,}85}
- Zone 2a: Multiplikation des {\displaystyle s_{\mathrm {k} }}-Wertes aus Zone 2 mit dem Faktor 1,25
- Zone 3:   {\displaystyle s_{k}=0{,}31+2{,}91\left({\frac {A+140}{760}}\right)^{2}\geq 1{,}10}
Für bestimmte Lagen in Zone 3 können höhere Werte als nach der hier angegebenen Gleichung maßgebend sein; Angaben über die Schneelast in diesen Regionen sind bei den zuständigen Stellen einzuholen.

Für die Schneelastzonen 1 und 2 gilt im nördlichen Teil Deutschlands, dem Norddeutschen Tiefland, dass der Rechenwert des außergewöhnlichen Lastfalls in bestimmten Orten mit dem Faktor 2,3 multipliziert wird; ob ein Ort dazugehört, kann in den technischen Baubestimmungen der Bundesländer ermittelt werden oder in der Schneelastzonentabelle des Deutschen Institut für Bautechnik (siehe Weblinks).

#### Schweiz
In der Schweiz wird die Schneelast nach SIA261 Ausgabe 2014 wie folgt berechnet:
{\displaystyle s_{k}=\left[1+\left({\frac {h_{0}}{350}}\right)^{2}\right]\cdot 0{,}4\,\mathrm {kN/m} ^{2}\geq 0{,}9\,\mathrm {kN/m} ^{2}}
{\displaystyle h_{0}} ist dabei die spezifische Höhe, welche sich wie folgt berechnet: {\displaystyle h_{0}=h+Z}. Dabei ist {\displaystyle h} die Höhe des Standorts in Metern über Meer, {\displaystyle Z} ist vom Standort abhängig und ist in der Karte der SIA261:2014 Anhang D definiert. Der Parameter {\displaystyle Z} kann folgende Werte haben: −200 m; 0 m; +200 m; +400 m; +500 m. Die angegebene Formel ist nur bis 2000 Meter über dem Meeresspiegel gültig. Für höhere Lagen muss ein Gutachten zur Schneelast erstellt werden.

#### Liechtenstein
Gemäß Liechtensteinischer Bauverordnung Artikel 38 Absatz 3 kann die Statik und damit die Schneelast entsprechend der SIA berechnet werden, wobei das {\displaystyle Z} für ganz Liechtenstein in SIA261:2014 Anhang D {\displaystyle Z=+200\,{\text{m}}} definiert wurde.

#### Österreich
In der ÖNORM B 1991-1-3, die am 15. Mai 2022 veröffentlicht wurde, erhielt Österreich eine detaillierte Schneelastkarte, welche über hora.gv.at zugänglich ist. Darin ist für ein Raster von 50 × 50 m für jeden Ort in Österreich die Schneelast berechnet. Die Berechnung beruht auf Messungen der 900 im Land verteilten Messstationen. Gültig sind die Schneelasten bis zu einer Seehöhe von 2000 m.

#### Niederlande
In den Niederlanden wurde sk = 0,7 kN/m2 gemäß NEN-EN 1991-1-3/NB für das gesamte Land festgelegt.

#### Frankreich
Frankreich kennt, wie andere Länder auch, Schneelastzonen. Darüber hinaus definiert Frankreich auch unterschiedliche Formeln für verschiedene Höhen. Als drittes Merkmal kennt Frankreich neben der normalen Schneelast auch eine Schneelast als außergewöhnliche Einwirkung.
Frankreich definiert eine Schneelast sk,o auf den Boden unabhängig von der Höhe, welche anschließend in die höhenabhängige Formel eingesetzt wird.
|                                                | A1         | A2         | B1         | B2         | C1         | C2         | D          | E          |
| ---------------------------------------------- | ---------- | ---------- | ---------- | ---------- | ---------- | ---------- | ---------- | ---------- |
| Charakteristischer Wert der Schneelast         | 0,45 kN/m2 | 0,45 kN/m2 | 0,55 kN/m2 | 0,55 kN/m2 | 0,65 kN/m2 | 0,65 kN/m2 | 0,90 kN/m2 | 1,40 KN/m2 |
| Bemessungswert für außergewöhnliche Schneelast | -          | 1,00 kN/m2 | 1,00 kN/m2 | 1,35 kN/m2 | -          | 1,35 kN/m2 | 1,80 kN/m2 | -          |

Schneelasten bis 200 m Höhe: {\displaystyle s_{k}=s_{k,0}}.
In den Zonen A bis D wird anschließend die höhenabhängige Schneelast wie folgt berechnet:
- Schneelasten zwischen 200 m und 500 m Höhe: {\displaystyle s_{k}=s_{k,0}+{\frac {A}{1000}}-0{,}2}
- Schneelasten zwischen 500 m und 1000 m Höhe: {\displaystyle s_{k}=s_{k,0}+1{,}5\cdot {\frac {A}{1000}}-0{,}45}
- Schneelasten zwischen 1000 m und 2000 m Höhe: {\displaystyle s_{k}=s_{k,0}+3{,}5\cdot {\frac {A}{1000}}-2{,}45}

In den Zonen E wird anschließend die höhenabhängige Schneelast wie folgt berechnet:
- Schneelasten zwischen 200 m und 500 m Höhe: {\displaystyle s_{k}=s_{k,0}+1{,}5\cdot {\frac {A}{1000}}-0{,}3}
- Schneelasten zwischen 500 m und 1000 m Höhe: {\displaystyle s_{k}=s_{k,0}+3{,}5\cdot {\frac {A}{1000}}-1{,}3}
- Schneelasten zwischen 1000 m und 2000 m Höhe: {\displaystyle s_{k}=s_{k,0}+7\cdot {\frac {A}{1000}}-4{,}8}

In diesen Formeln ist {\displaystyle A} die Höhe des Standorts.
In den Französischen Überseegebieten wurden keine Schneelasten definiert, außer für Saint-Pierre und Miquelon, wobei {\displaystyle s_{k,0}=2{,}60\,\mathrm {kN/m} ^{2}} definiert wird.

#### Belgien
Belgien hat für das ganze Staatsgebiet eine Schneelast unabhängig von der Höhe {\displaystyle s_{k,0}=0{,}5\,\mathrm {kN/m} ^{2}}. Für Orte bis 200 m Höhe gilt für die Schneelast {\displaystyle s_{k}=s_{k,0}}. An Orten zwischen 200 m Höhe bis 700 m Höhe gilt:{\displaystyle s_{k}=s_{k,0}+0{,}007\cdot {\frac {A-100}{6}}}. In dieser Formel ist {\displaystyle A} die Höhe des Standorts.

#### Dänemark
In Dänemark werden Schneelasten nach der DS/EN 1991-1-3 DK NA:2015 der Zweiten Auflage, über das ganze Land mit {\displaystyle s_{k}=1{,}0\,\mathrm {kN/m} ^{2}} definiert.

#### Italien
Das Ministero delle infrastrutture e dei trasporti, welches zuständig ist die Nationalen Normen des Eurocodes zu veröffentlichen, hat im Decreto 17 gennaio 2018 Aggiornamento delle «Norme tecniche per le costruzioni» drei Schneelastzonen definiert. Die erste Schneelastzone wurde noch in zwei Unterzonen unterteilt. Die Norm regelt jedoch Schneelasten nur bis zu einer Standorthöhe von 1500 m.
Die Zona I – Alpina – Zone 1 Alpen – gilt für die Provinzen Aosta, Belluno, Bergamo, Biella, Bozen, Brescia, Como, Cuneo, Lecco, Pordenone, Sondrio, Turin, Trentino, Udine, Verbano-Cusio-Ossola, Vercelli, Vicenza. Es wurden folgende Schneelasten definiert:
{\displaystyle q_{sk}=1{,}5{\text{ für }}a_{s}\leq 200\,\mathrm {m} }
{\displaystyle q_{sk}=1{,}39\cdot \left[1+\left({\frac {a_{s}}{728}}\right)^{2}\right]{\text{ für }}a_{s}>200\,\mathrm {m} }
Die Zona I – Mediterranea – Zone 1 Mittelmeer – gilt für die Provinzen Alessandria, Ancona, Asti, Bologna, Cremona, Forlì-Cesena, Lodi, Mailand, Modena, Monza und Brianza, Novara, Parma, Pavia, Pesaro und Urbino, Piacenza, Ravenna, Reggio Emilia, Rimini, Treviso, Varese. Es wurden folgende Schneelasten definiert:
{\displaystyle q_{sk}=1{,}5{\text{ für }}a_{s}\leq 200\,\mathrm {m} }
{\displaystyle q_{sk}=1{,}35\cdot \left[1+\left({\frac {a_{s}}{602}}\right)^{2}\right]{\text{ für }}a_{s}>200\,\mathrm {m} }
Die Zona II – Zone 2 – gilt für die Provinzen Arezzo, Ascoli Piceno, Avellino, Bari, Barletta-Andria-Trani, Benevento, Campobasso, Chieti, Fermo, Ferrara, Florenz, Foggia, Frosinone, Genua, Gorizia, Imperia, Isernia, L’Aquila, La Spezia, Lucca, Macerata, Mantua, Massa-Carrara, Padua, Perugia, Pescara, Pistoia, Prato, Rieti, Rovigo, Savona, Teramo, Triest, Venedig, Verona sowie die Autonome Region Friaul-Julisch Venetien. Es wurden folgende Schneelasten definiert:
{\displaystyle q_{sk}=1{,}0{\text{ für }}a_{s}\leq 200\,\mathrm {m} }
{\displaystyle q_{sk}=0{,}85\cdot \left[1+\left({\frac {a_{s}}{481}}\right)^{2}\right]{\text{ für }}a_{s}>200\,\mathrm {m} }
Die Zona III – Zone 3 – gilt für die Provinzen Agrigent, Brindisi, Cagliari, Caltanissetta, Caserta, Catania, Catanzaro, Cosenza, Crotone, Enna, Grosseto, Latina, Lecce, Livorno, Matera, Medio Campidano, Messina, Neapel, Nuoro, Ogliastra, Nord-Est Sardegna, Oristano, Palermo, Pisa, Potenza, Ragusa, Reggio Calabria, Rom, Salerno, Sassari, Siena, Syrakus, Sulcis Iglesiente, Tarent, Terni, Trapani, Vibo Valentia, Viterbo. Es wurden folgende Schneelasten definiert:
{\displaystyle q_{sk}=0{,}6{\text{ für }}a_{s}\leq 200\,\mathrm {m} }
{\displaystyle q_{sk}=0{,}51\cdot \left[1+\left({\frac {a_{s}}{481}}\right)^{2}\right]{\text{ für }}a_{s}>200\,\mathrm {m} }
Dabei ist
{\displaystyle q_{sk}} der Bezugswert der Schneelast am Boden in kN/m²
{\displaystyle a_{s}} die Meereshöhe des Standortes in m.

#### Tschechien
In Tschechien werden die Schneelasten direkt aus der Karte, welche in der ČSN EN 1991-1-3 Změna Z1 abgebildet ist, gelesen. Es gibt folgende Zonen und charakteristischen Schneelasten auf dem Boden:
| Zone                                     | I   | II  | III | IV  | V   | VI  | VII | VIII     |
| Charakteristische Schneelast sk in KN/m2 | 0.7 | 1.0 | 1.5 | 2.0 | 2.5 | 3.0 | 4.0 | sk > 4.0 |

In der Zone VIII müssen die Werte vom Hydrometeorologický ústav gesondert bestimmt werden.

#### Polen
In Polen gibt es gemäß der Norm PN EN 1991-1-3/NA fünf Schneelastzonen, welche in einer Karte definiert sind:
| Zone | sk in KN/m2                                                                           |
| ---- | ------------------------------------------------------------------------------------- |
| 1    | {\displaystyle s_{k}=\max {\begin{cases}0{,}007\cdot A-1{,}4\\0{,}7\end{cases}}}      |
| 2    | {\displaystyle 0{,}9}                                                                 |
| 3    | {\displaystyle s_{k}=\max {\begin{cases}0{,}006\cdot A-0{,}5\\1{,}2\end{cases}}}      |
| 4    | {\displaystyle 1{,}2}                                                                 |
| 5    | {\displaystyle s_{k}=\max {\begin{cases}0{,}93^{0{,}00134\cdot A}\\2{,}0\end{cases}}} |

Dabei ist {\displaystyle A} die Höhe des Standorts in Meter und {\displaystyle s_{k}} die Schneelast in KN/m2.

#### Slowenien
In Slowenien hat man fünf Schneelastregionen definiert in einer Karte. Vier Schneelastregionen (A1 bis A4) berechnen die Bodenschneelast in den Alpen, die alpska regija und eine Zone (M1) berechnet diese Schneelast für das Mittelmeer, die mediteranska regija:
In der Region A1:
{\displaystyle q_{sk}=0{,}651\cdot \left[1+\left({\frac {A}{728}}\right)^{2}\right]}
In der Region A2:
{\displaystyle q_{sk}=1{,}293\cdot \left[1+\left({\frac {A}{728}}\right)^{2}\right]}
In der Region A3:
{\displaystyle q_{sk}=1{,}935\cdot \left[1+\left({\frac {A}{728}}\right)^{2}\right]}
In der Region A4:
{\displaystyle q_{sk}=2{,}577\cdot \left[1+\left({\frac {A}{728}}\right)^{2}\right]}
In der Region M1:
{\displaystyle q_{sk}=0{,}289\cdot \left[1+\left({\frac {A}{452}}\right)^{2}\right]}
Dabei ist {\displaystyle A} die Höhe des Standorts und {\displaystyle q_{sk}} die Schneelast in KN/m2.

#### Slowakei
In der Slowakei wird die Schneelast in der Norm STN EN 1991-1-3/NA1:2012 geregelt. Die Schneelast wird mit der Formel {\displaystyle s_{k}=a+A/b} bestimmt, mit {\displaystyle s_{k}} in [KN/m2], A der Höhenstandort in [m] und zwei Faktoren a und b welche von der Schneelastzone abhängig sind. Die Slowakische Norm hat fünf Schneelastzonen, wobei die Zone 1 und 3 die gleichen Parameter haben. Der Grund dafür, dass diese zwei Zonen separat ausgewiesen werden, ist, dass die Schneelastzone 3 in den Bergen liegt und die Zone 1 im Flachland ist. Die Werte der Zonen lauten wie folgt:
| Zone | 1 und 3 | 2     | 4     | 5     |
| a    | 0.454   | 0.425 | 0.716 | 0.934 |
| b    | 970     | 505   | 430   | 315   |

#### Portugal
In Portugal wurde für die Schneelast folgende Formel bestimmt:
{\displaystyle s_{k}=C_{z}\left[1+\left({\frac {h}{500}}\right)^{2}\right]\,\mathrm {kN/m} ^{2}}
Dabei ist {\displaystyle h} die Höhe des Standortes und {\displaystyle C_{z}} ein Parameter abhängig von der Schneelastzone. Das Land ist in drei Schneelastzonen unterteilt, wobei in der Zone Z1 der Pamrater {\displaystyle C_{z}=0.30}, in der Zone Z2 {\displaystyle C_{z}=0.20} und in der Zone Z3 {\displaystyle C_{z}=0.10} ist.

### Bauwerksgeometrie

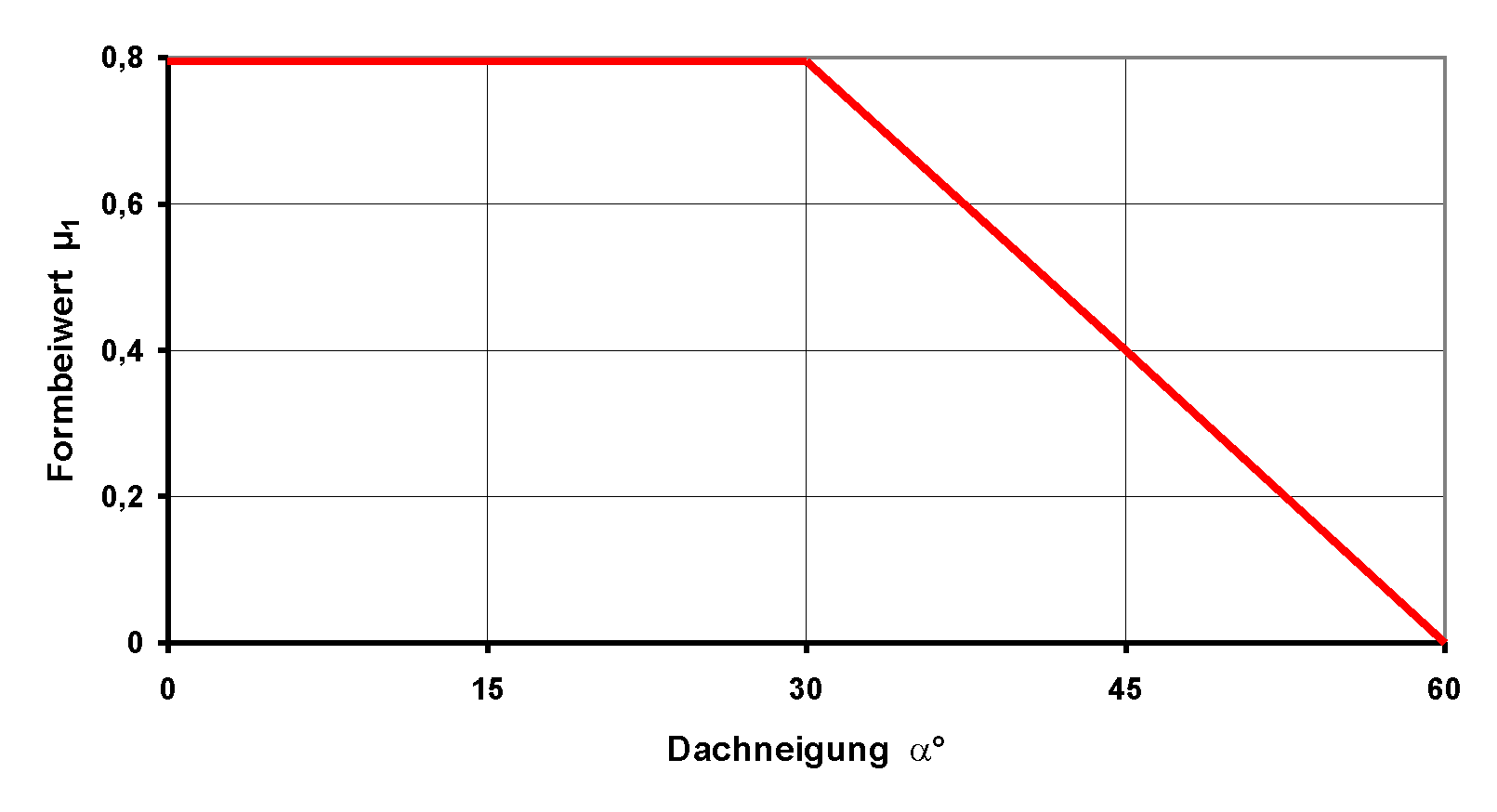
Formbeiwert µ_{1} der Schneelast
für flache und geneigte Dächer nach DIN 1055-5

Die Dachform bzw. Dachneigung eines Bauwerkes ist ein weiterer Parameter für die Schneelast und wird durch Formbeiwerte berücksichtigt. Diese beschreiben das Verhältnis der auf dem Dach liegenden Schneemenge zur gefallenen Schneemenge und erfassen so z. B., dass von einem steilen Dach der Schnee schneller abrutscht als von einem flachen.
Größe und Verteilung der Schneelast kann auch stark durch die Windverhältnisse beeinflusst werden. So bilden sich an Höhensprüngen oft Schneeverwehungen, die zu beachten sind. In älteren Statiken ist häufig diese Schneeverwehung nicht beachtet worden.

### Normwert
Die am Bauwerk anzusetzende Schneelast {\displaystyle s_{\mathrm {i} }} folgt somit aus der lokalen (charakteristischen) Schneelast {\displaystyle s_{\mathrm {k} }} multipliziert mit dem Formbeiwert {\displaystyle \mu _{\mathrm {i} }}:
{\displaystyle s_{\mathrm {i} }=\mu _{\mathrm {i} }\cdot s_{\mathrm {k} }}

## Gesetze
Die Autonome Provinz Bozen - Südtirol hat für Öffentliche Bauaufträge, Lieferungen und Dienstleistungen eine Formel zur Schneelast erlassen. Das „Dekret des Landeshauptmanns vom 6. Mai 2002, Nr. 141 – Technische Vorschriften zur Festlegung der Schneelast am Boden“ legte folgende Formel, als Mindestlast, fest:
{\displaystyle q_{sk}=1{,}293\cdot \left[1+\left({\frac {a_{s}}{728}}\right)^{2}\right]}
wobei
{\displaystyle q_{sk}} der Bezugswert der Schneelast am Boden in kN/m² ist
{\displaystyle a_{s}} die Meereshöhe des Standortes in m ist.
Diese Formel berücksichtigt nicht außergewöhnliche Schnee- und Windlasten sowie Schneelasten für Höhen über 1500 m. Diese Fälle müssen gesondert betrachtet werden.

## Messung

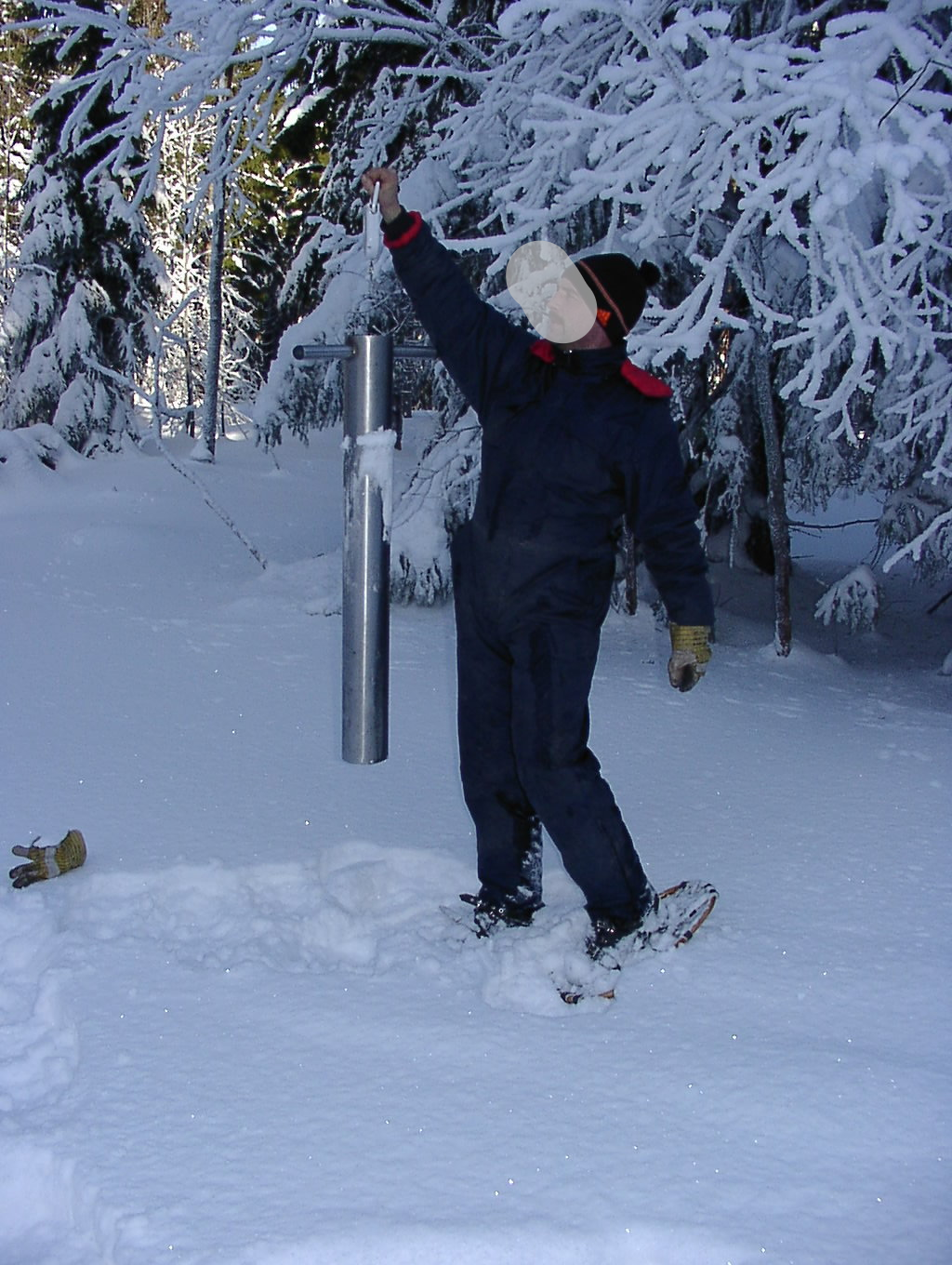
Schneemessung zur Ermittlung des Wassergehaltes im Schnee

Eine Höhenmessung und Annahme des spezifischen Gewichts (z. B. Normgewicht) ist ungenau, da hierbei Schneedichte und gegebenenfalls vorliegende Vereisung unzureichend berücksichtigt werden. Eine genauere Schneelastbestimmung erfolgt durch Entnahme und Wiegen einer Schneeprobe, etwa mit einem Schneeprobenentnahmerohr (SPER). Die Auswertung erfolgt mit mindestens drei Proben und mit dem Gewichtsmittelwert. Überschreitet die vorhandene Schneelast den zulässigen Wert, muss die Standsicherheit der Dachkonstruktion durch einen Sachkundigen bewertet oder der Schnee vom Dach geräumt werden.
Weitere Hilfsmittel sind z. B. Schneelastwaagen.

## Räumung
Bei Erreichen oder Überschreiten der rechnerisch angesetzten Schneelast sollte ein Dach geräumt werden. Dies ist am besten abschnittsweise und streifenweise abwechselnd auf den Dachflächen durchzuführen.
Neben der konventionellen Räumung wird erfolgreich das Schmelzen des Schnees mit Heißdampf eingesetzt. Dabei wird die zu schmelzende Schneefläche abgedeckt und mit Dampf aufgeheizt.

## Extremereignisse

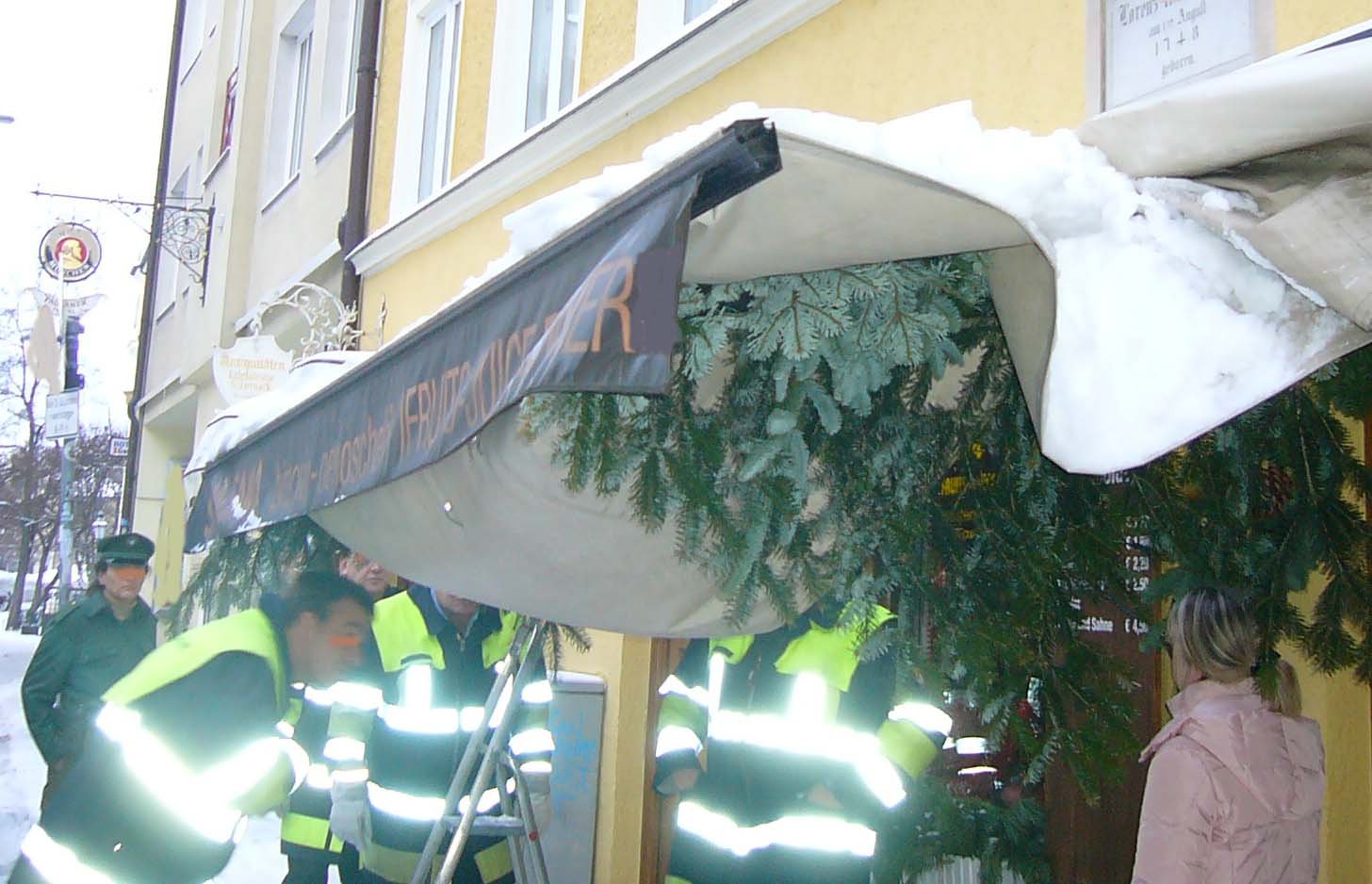
Markise nach Überbelastung

Aufgrund wirtschaftlicher Überlegungen sind extreme Schneelasten, die nur sehr selten vorkommen, in den Normen nicht berücksichtigt.
So hatte die Schneelast im schneereichen Winter 2005/2006 den Normwert in Teilen des Alpenraumes und des Bayerischen Waldes deutlich überschritten. Viele Dächer mussten zur Vermeidung eines Versagens geräumt werden.
Es zeigte sich, dass den Schneelasten auf Dächern seinerzeit oft nicht genug Augenmerk geschenkt wurde. Im Gegensatz zur Information über die Lawinenlage fand eine qualifizierte Information von Baufachleuten und Hausbesitzern über die aktuellen Schneelasten durch die Bauaufsichtsbehörden und Wetterdienste nicht statt, selbst bei größeren Überschreitungen der lokalen Normlasten. Beim Ereignis 2006 stürzte am 2. Januar unter einer Schneelast, die die Normvorgaben nicht überschritt, die Eislaufhalle in Bad Reichenhall ein; 15 Menschen kamen zu Tode. Wenige Wochen danach versagte die Dachkonstruktion der Messehalle in Kattowitz und tötete 65 Menschen. Wurden diese Ereignisse anfangs noch als Einzelfälle betrachtet, so änderte sich die Situation schon wenig später, als in vielen Orten Bayerns, Oberösterreichs, der Steiermark und Niederösterreichs zahlreiche Dachstühle unter größeren Schneemassen einbrachen.
Deshalb wurde in den letzten Jahren die Modellierung und Prognose der Schneefälle umfangreich verbessert, sowohl in Hinsicht auf die großräumige Mittelfristprognose, wie auch auf wesentlich kleinräumigere Hotspots. Beim Schneeereignis 2019 konnte schon frühzeitig (im Bereich mehrerer Tage) gewarnt und von den Krisenstäben Hilfskräfte für das präventive Abschaufeln bereitgestellt werden.

## Geschichte
Bei vielen alten Gebäuden fehlten Überlegungen zur Statik vollständig und es wurde basierend auf Erfahrung gebaut. Eines der ersten Gebäude, welches eine Statische Berechnung hatte, war das Dach des Gasometers der Imperial Continental Gas Association in Berlin, welches eine leichte Eisenkonstruktion besaß. Die Berechnung wurde 1845 veröffentlicht. Es wurde zwar das Eigengewicht umständlich ermittelt, jedoch kamen keine Schneelasten oder auch Windlasten in der Berechnung vor. Die Dimensionierung enthielt jedoch Rechenfehler, welche sich positiv für die Statik herausstellten und außerdem wurde für Eisenteile einen Sicherheitsbeiwert zwischen 7,5 und 8,9 gewählt während für Holz sogar Sicherheitsbeiwerte von 25,8 gewählt wurden. Daher fiel die Zusätzliche Last durch Schnee nicht mehr ins Gewicht und das Dach hielt den Lasten stand. Ab Mitte des 19. Jahrhunderts wurden Schnee- und Windlasten als „Zufällige Lasten“ zusammengefasst.
1840 wurde von Paul Joseph Ardant das Buch „Etudes théoriques et expérimentales sur l’ établissement des charpentes à grande portée“ über das Bauingenieurswesen verfasst. In der Berechnung für einen kombinierten Holz- und Eisenfachwerkbinder, damals genannt System Palladio, verwendete er in seinen Brechungen eine Schneedichte von 100 kg/m3. Der Autor nahm an, dass die Schneehöhe 50 cm beträgt und somit die Schneelast 50 kg/m2 beträgt. Ardants Werk wurde durch August von Kaven 1847 ins Deutsche übersetzt und beeinflusste das Deutsche Ingenieurswesen. Die Schneelasten wurde von Gustav Adolf Breymann in seinem Werk „Constructionen in Holz“ von Ardant übernommen.
Generell wurden Mitte des 19. Jahrhunderts verschiedene Ansätze auch in Deutschland vorgestellt, wie man die Schneelast annehmen sollte. So hat Derwitz im Artikel „Die neue Central-Turn-Anstalt für Militair und Civil in der Kirsch-Allee bei Berlin“ von 1851 die Schneelast basierend auf Niederschläge in Berlin angenommen. Derwitz ging davon aus, dass in den Monaten Dezember bis Februar 21,5 % der Jahresniederschlags Berlins fällt. Weiter wurde die Annahme gemacht, dass der gesamte Niederschlag als Schnee fällt und liegen bleibt, ohne dass dieser Schnee abtauen könnte. Daher kommt der Autor zum Schluss, dass man bei 521 mm Jahresniederschlag 112 kg/m2 Schneelast anzusetzen sei. Diese Schneelast wird als horizontale Projektion auf die Dachfläche angesetzt. Ein weiterer bemerkenswerter Punkt ist, dass Derwitz die Schneelast voll mit der Windlast kombiniert und keinen Abzug macht wie in den heutigen Normen üblich.
Eine genauere Untersuchung führte Eduard Brandt im Jahr 1865 im Werk „Lehrbuch der Eisenkonstruktionen“ durch. Der Autor listete verschiedene jährliche Niederschlagsmengen europäischer, aber vor allem deutscher Städte auf und kam so, in heutigen Einheiten umgerechnet, auf 500 bis 575 mm jährliche durchschnittliche Niederschlagsmenge. Auch wurden für Berlin zwischen 1848 und 1860 genaue Niederschlagsdaten publiziert, welche unterschieden, ob es schneite bzw. regnete. So konnte Brandt auf den relevanten Winter 1849/1850 hinweisen und kam demgemäß auf eine Schneelast von 69,7 kg/m2. Die Arbeit von Brandt blieb aber in späteren Veröffentlichungen unerwähnt. Stefan Holzer vermutete, dass Brandts Arbeit unbemerkt blieb, weil die Werte nicht wesentlich von anderen Autoren abwichen, die keine so genauen Untersuchungen anstellten.
Friedrich Heinzerling, Professor für Bauwissenschaften an der Universität Gießen und später an der RWTH Aachen, veröffentlichte „Die angreifenden und widerstehenden Kräfte der Brükken- und Hochbau-Constructionen“, wobei er eine Dichte des Schnees zwischen 42 kg/m3 und 500 kg/m3 angibt. Als Mittelwert gab der Professor an 125 kg/m3 an und entsprechend eine Schneelast von 78 kg/m2. Im „Handbuch der Hochbau-Constructionen in Eisen und anderen Metallen für Architekten, Ingenieure, Constructeure, Bau-Handwerker und technische Lehranstalten“ aus dem Jahr 1876 schrieb Ludwig Klasen, dass man von einer maximalen Schneehöhe von 55 cm ausgehen kann und bestimmt mit einer Schneedichte von 125 kg/m3 eine Schneelast von 70 kg/m2. In eine Fußnote in Klasens Werk ist jedoch ein Hinweis gegeben worden, dass, je nach Lage, man auch von deutlich höheren Schneelasten ausgehen kann. Klasen erwähnte jedoch auch, dass Schnee und Wind nicht mit ihrer größten Belastung zusammentreffen. Der Autor gab damit einen Hinweis, dass man Schnee und Windlasten miteinander sinnvoll kombinieren sollte.
Max Förster gibt die Schneedichte mit 125 kg/m3 bei einer Schneehöhe von 60 cm an. Der Autor schrieb jedoch noch zusätzlich, dass bei Dachneigungen steiler als 35°, aufgrund des Abrutschen des Schnees, keine Schneelast anzusetzen wäre. Das Belgische Lehrbuch "Les principes de la construction des charpentes métalliques et leur application aux ponts à poutres droites, combles, supports et chevalements" von 1898 nahm die Dichte von Schnee mit 100 kg/m3 an und gab an, dass man von einer maximalen Schneehöhe von 30 bis 40 cm ausgehen könnte.
Die Festlegung von Schneelastzonen in Deutschland ist von Diskussionen begleitet worden. So hatte die Bundesrepublik Deutschland in ihrer Norm DIN 1055 Teil 5 von 1975 erstmals Schneelastzonen eingeführt. Es stellte sich jedoch schon nach wenigen Jahren heraus, dass diese Schneelastzonen nicht ganz korrekt die tatsächlichen Schneelasten abbildeten. Es gab einige Einstürze, vor allem von Leichtbauten. Eine Untersuchung basierend auf Schneehöhenmessungen ergab, dass die anzusetzende Schneelast in einigen Gebieten von der Realität stark abwich.

## Gewächshäuser
Aufgrund der Wärme von Gewächshäusern können die Schneelastnormen anders angewandt und geringere Schneelasten angesetzt werden. Für Deutschland kann dafür die DIN EN 13031-1:2020 angewandt werden.